# Conferencia de las Naciones Unidas sobre el Cambio Climático de 2022
La 27 Conferencia de las Naciones Unidas sobre el Cambio Climático de 2022, más comúnmente conocida como COP 27 (Conferencia de las Partes de la CMNUCC), es la 27.ª conferencia de las Naciones Unidas sobre el Cambio Climático que se llevó a cabo del 6 al 18 de noviembre de 2022 en Sharm el-Sheij, Egipto.

## Preparativos
Durante el 8 de enero de 2022, la ministra de Medio Ambiente de Egipto, Yasmine Fouad, se reunió con el presidente de la COP 26, Alok Sharma, para discutir los preparativos de la conferencia. Los organizadores egipcios aconsejaron a los países que dejen de lado las tensiones por la invasión rusa de Ucrania en 2022 para garantizar que las negociaciones sean exitosas.
Las posibles medidas contra el cambio climático se discutieron en la Asamblea General de las Naciones Unidas de 2022, incluidos los gobiernos de varias naciones insulares que lanzaron la iniciativa Rising Nations, además de que Dinamarca y Escocia anunciaron medidas de financiamiento climático para los países en desarrollo. El 14 de octubre de 2022, el gobierno escocés pidió reparaciones climáticas en la COP27, señalando que esta son una "responsabilidad moral". En una reunión previa a la COP en octubre de 2022, el secretario general de la ONU, António Guterres, enfatizó la importancia de la conferencia dados los impactos del cambio climático observados en 2022, como fueron las inundaciones en Pakistán, las olas de calor en Europa y el huracán Ian.
La conferencia será la primera COP que tendrá lugar en África desde 2016, cuando se celebró la COP22 en Marrakech. El Ministro de Relaciones Exteriores de Egipto, Sameh Shoukry, reemplazará a Sharma en la Presidencia al comienzo de la conferencia. Estados Unidos decidió apoyar las conversaciones sobre el clima en la COP27 e intentará ayudar a los países más afectados por el cambio climático.
Una semana antes de la cumbre, el PNUMA publicó un informe que describe cómo "no ha habido un camino creíble" para limitar el aumento de la temperatura global a 1,5 °C y que los esfuerzos de mitigación desde la COP26 habían sido "lamentablemente inadecuados".

### Patrocinadores
La conferencia ha recibido críticas de greenwashing debido a que este estableció un acuerdo de patrocinio con Coca-Cola, el mayor contaminador plástico del mundo.

## Asistencia

### Asistentes confirmados
Se espera que asistan alrededor de 90 jefes de Estado y representantes de más de 190 países. Se espera que asistan el presidente de los Estados Unidos Joe Biden y el enviado climático John Kerry, al igual que el presidente francés Emmanuel Macron, el canciller alemán Olaf Scholz, la presidenta de la Comisión europea Ursula von der Leyen, el primer ministro indio Narendra Modi y la primera ministra italiana Giorgia Meloni. También es probable que asista el presidente turco, Recep Tayyip Erdoğan, luego de haber abandonado la COP26.
El primer ministro del Reino Unido, Rishi Sunak, dijo que no asistiría a la COP27. Sin embargo, el 2 de noviembre, Sunak se retractó y dijo que asistiría. También asistirán el ex primer ministro Boris Johnson y la primera ministra escocesa Nicola Sturgeon. Inmediatamente después de ganar las elecciones generales brasileñas de 2022, el presidente electo de Brasil, Lula da Silva, confirmó que asistirá a la cumbre.

### No asistentes
En septiembre de 2022, Egipto advirtió al Reino Unido que no retrocediera en sus objetivos climáticos, a la luz del cambio en el nuevo gobierno de la primera ministra Liz Truss y el anuncio de que el nuevo monarca Carlos III no asistiría a la conferencia por consejo de Truss. Tras la dimisión de Truss, se mantuvo la solicitud de que Carlos III no asistiera. El primer ministro australiano Anthony Albanese, el presidente chino Xi Jinping y la activista climática sueca Greta Thunberg no asistirán a la COP27. Tampoco es probable que asista el presidente ruso, Vladímir Putin.

## Programa
Los días 7 y 8 de noviembre, la conferencia comenzará con una Cumbre de Líderes Mundiales, seguida de discusiones sobre temas como finanzas climáticas, descarbonización, adaptación al cambio climático y agricultura durante la primera semana. Se espera que la segunda semana cubra género, agua y biodiversidad. El presidente francés Emmanuel Macron, el primer ministro holandés Mark Rutte y el presidente senegalés Macky Sall organizarán un evento sobre la aceleración de la acción sobre el cambio climático en África.
Se les ha informado a los espacios para eventos que durante el día de la inauguración de la conferencia es posible que deban cancelarse, a menos que impliquen la visita de jefes de Estado, luego del endurecimiento de la seguridad. Estas restricciones no se aplicarán al día siguiente de la conferencia. Algunas ONG criticaron la medida. También se espera que el acceso de los medios a los pabellones tenga fuertes restricciones.

## Recepción
Antes de la cumbre, algunas organizaciones de derechos humanos expresaron su preocupación por el estado de la libertad de expresión en Egipto, junto con la situación más compleja de los derechos humanos en ese país, y cuestionaron hasta qué punto sería posible protestar. Los asuntos de seguridad indicados por los críticos de la decisión de hospedar esta versión de la COP en Egipto incluyeron el sistema político autoritario, el encarcelamiento masivo y las restricciones a la sociedad civil y la disidencia desde 2013, bajo el liderazgo del actual presidente de ese país, Abdel Fattah el-Sisi. El activista egipcio encarcelado Alaa Abd El-Fattah criticó la COP 27 que se lleva a cabo en Egipto y afirmó que “de todos los países anfitriones, eligieron el que prohíbe las protestas y envía a todos a prisión, lo que muestra cómo el mundo está manejando este problema”. Naomi Klein, Bill McKibben y la diputada británica del Partido Verde, Caroline Lucas, se encuentran entre los signatarios que firmaron una carta que detalla sus preocupaciones sobre la celebración de la COP27 en Egipto.
El 15 de julio de 2022, un asesor de la Casa Blanca, Jerome Foster II, y un activista británico por la justicia climática, Elijah Mckenzie-Jackson, escribieron una carta a la CMNUCC condenando la elección de Egipto como sede de la COP 27. La carta escrita a Patricia Espinosa, secretaria ejecutiva de la CMNUCC, solicitaba que se trasladara la conferencia a otro país africano más seguro debido a las preocupaciones sobre los derechos LGBT, los derechos de las mujeres y la supresión de los derechos civiles. Varios grupos de derechos humanos, incluida Amnistía Internacional, vieron la COP 27 como una oportunidad para que Egipto levantara las restricciones al espacio cívico y abogaron por que libere a sus presos políticos y cree un entorno seguro para los defensores después de que finalice la COP 27.
Informes reservados revelaron que se llevó a cabo un proceso de identificación y clasificación con el fin de hacer un filtro de asistencia de organizaciones de la sociedad civil asistentes a la COP 27 y que además han sido críticas del gobierno egipcio. Los ministerios de Relaciones Exteriores, Medio Ambiente y Solidaridad Social de Egipto seleccionaron e investigaron de forma privada a las ONG a las que se les permitiría solicitar un registro único para la cumbre climática. El proceso de solicitud y los criterios de selección no se hicieron públicos.
El 12 de septiembre de 2022, Human Rights Watch publicó un informe basado en entrevistas con más de una docena de activistas, académicos, científicos y periodistas que trabajan en temas ambientales en Egipto. Según el informe, las severas restricciones impuestas por el gobierno egipcio a las organizaciones no gubernamentales independientes, incluidos los grupos ambientales, han reducido considerablemente la capacidad de las organizaciones para llevar a cabo actividades de promoción independientes y trabajo de campo esencial para proteger el medio ambiente natural. El gobierno egipcio también se ha enfrentado a críticas por una supuesta falta de acción en relación con el cambio climático y la reducción del uso de combustibles fósiles dentro del país. Como estrategia de recuperación de COVID-19, el gobierno egipcio aumentó los precios de los hoteles, lo que generó preocupaciones sobre la asequibilidad y la inclusión de la conferencia.
En octubre de 2022, el director ambiental de Human Rights Watch, Richard Pearshouse, declaró que Egipto ha amenazado con descarrilar una acción climática global significativa al silenciar a los activistas ambientalistas independientes de Egipto antes de la COP27. Pearshouse señaló: “Los derechos humanos versus la acción climática es un debate falso, no es uno u otro. Necesitamos gente en las calles, ambientalistas independientes y activistas de derechos humanos, litigios estratégicos y tribunales independientes para generar cambios”.